# Mauro Entrialgo
Mauro Entrialgo Ibarrondo (Vitoria, 12 de marzo de 1965) es un artista español, que ha desarrollado una polifacética carrera como ilustrador, músico y sobre todo historietista. Entre sus personajes más populares se encuentran Herminio Bolaextra, El Demonio Rojo y Ángel Sefija, sobre los que ha producido un variado merchandising.
Como ilustrador, realizó carteles de películas, festivales de música ("Festimad") y portadas de discos.
También ha realizado labores de guionista para otros autores como Alvarortega o Calpurnio, así como para animación (Cuttlas, spots varios), cine (Gente pez, 2001), televisión (Paramount Comedy) y teatro (Herminio y Miguelito).
Como músico ha formado parte de los grupos Fat Esteban y Esteban Light.

## Biografía

### Infancia
Su padre trabajaba en una fábrica y le compraba tebeos, cuyos personajes copiaba aún antes de saber leer. Con 14 años, Mauro dejó de ir a la peluquería, optando a partir de entonces por raparse al pelo al uno para dejar luego que creciera durante unos años y volvérselo a cortar.

### Inicios profesionales (1982-1993)
Mauro Entrialgo publicó su primera serie de forma profesional en la revista Makoki en 1982: Pastiches Show presentan. Es socio fundador y miembro de la junta de dirección de la revista TMEO, con la que ha colaborado gratuitamente desde 1987. Para ella, creó a su personaje más duradero, Herminio Bolaextra.

### Nuevos ámbitos (1994-1999)
Tras el cierre de Makoki en 1993, Mauro Entrialgo vivió de escribir para teatro, cine y televisión y haciendo ilustraciones para publicidad. Mantenía, sin embargo, la costumbre de acudir todos los años al festival de Angulema con sus amigos Pelut y Santiago Orúe. En una de estas visitas, se encontró con Hernán Migoya, quien le propuso volver a colaborar con "El Víbora" con una página que hablase de sexo y dando lugar así a El demonio rojo (1994). Ese mismo año obtuvo el premio al autor revelación en el Salón del Cómic de Barcelona, al mismo tiempo que exponía El escaletri del infierno en el centro de recursos culturales de la CAM.
En 1995 inició Alter Rollo para "El Gran Musical", continuado luego en "El País de las Tentaciones".

### Actualidad (2000-presente)
En el año 2000 se incorpora a la plantilla de "El Jueves", para la que realiza su serie Angel Sefija. También colabora con "El Manglar" y el "TMEO" y estuvo haciéndolo de 2007 hasta enero de 2011 diariamente con una tira llamada "Plétora de piñatas" en el periódico Público. Desde 2012 hasta 2016 colaboró con la revista satírica Mongolia. En 2019 comienza a colaborar con el periódico El Salto con viñetas de humor gráfico de actualidad política.

## Estilo
La mayoría de la obra de Mauro Entrialgo, en sus diversas facetas, se caracteriza por la presencia del sentido del humor, con una crítica contundente y a veces agresiva de la realidad social. Según el propio autor, también tiene una marcada intención narrativa, salvo en sus composiciones instrumentales y cuadros no figurativos, a los que, de todos modos, acaba dándoles títulos muy narrativos.
De su labor como historietista, el crítico Jesús Cuadrado ha escrito

acaso, el más consciente autor de su generación para la composición de personajes duraderos, así como con capacidad para el buceo incansable de plantamientos creativos en las situaciones argumentales.

Su dibujo es sencillo y efectista.

## Premios
- 1994 Salón internacional del cómic de Barcelona: Premio autor revelación por "Herminio Bolaextra".
- 1997 Premios del Diario de Avisos 1997: Mejor guionista de humor.
- 2006 Premios del Diario de Avisos 2006: Mejor guionista de humor.
- 2017 Premio "Entender el presente" en el Splash Sagunt. Festival del Còmic de la C.V.[9]

## Obra

### Cinematográfica
- 1996 El ángel de la guarda: diseño gráfico, cartel y créditos. Largometraje dirigido por Santiago Matallana.
- 2001 Gente pez: guion y diseño de créditos. Largometraje dirigido por Jorge Iglesias y producido por Morena films.

### De ilustración
- 2009 El cementerio de la familia Pis. Blur ediciones.
- 2011 El Dibujosaurio. Diábolo ediciones.
- 2017 Un poco pedo. Autsaider cómics.
- 2020 16 sillas. Autoedición.
- 2020 27 formas de morir. Autoedición.
- 2021 Una palabra random. Poemas de Nacho García. Aristas Martínez.
- 2024 Madrí zona de obras. Ensayo de Ricardo Aguilera. Escritos Contextatarios.

### Historietística
Monografías
- 1984 Sólo quiero tus ojos. Autoedición.
- 1993 Herminio Bolaextra. Ezten Kultur Taldea.
- 1993 El asesino anda suelto. El Pregonero.
- 1993 Arturo vuelve del cole. Ayuntamiento de Madrid.
- 1994 Chistes para morirse de risa. Monográfico.
- 1994 Blanca y Jorge. MAS.
- 1994 La pandilla galáctica. El Pregonero.
- 1997 Tyrex. Ezken Kultur Taldea.
- 1998 El efecto solomillo. La Factoría de Ideas.
- 1998 El demonio rojo. La Cúpula.
- 1998 Alter Rollo. La Factoría de Ideas.
- 1999 Alter Rollo II. La Factoría de Ideas.
- 1999 La escalera. La Factoría de Ideas.
- 2000 Recortes de hostias. Edicions De Ponent.
- 2001 Herminio Bolaextra: Siempre en forma. Ezten Kultur Taldea.
- 2002 Hablando en plata. La Cúpula.
- 2002 Deja Vu. De Ponent.
- 2003 Drugos el acumulador. La Cúpula.
- 2003 Lo más mejor de Ángel Sefija. El Jueves.
- 2003 Ángel Sefija en la cosa más nimia. El Jueves.
- 2003 Curiosidades del mundo del rock. De Ponent.
- 2004 Herminio Bolaextra: Cómo convertirse en un hijo de puta. Astiberri.
- 2005 Historietas a la carta. La Factoría de Ideas.
- 2006 Los Domingos. De Ponent.
- 2006 Herminio Bolaextra: El reportero de los tres huevos. Ezten Kultur Taldea.
- 2006 Ángel Sefija por tercera vez. Astiberri.
- 2006 Sólo son tebeos. Dolmen.
- 2007 Ángel Sefija con cuatro ojos. Astiberri.
- 2007 El demonio rojo: Ganas de follar. La Cúpula.
- 2008 Interneteo y aparatuquis. Diábolo ediciones.
- 2008 Ángel Sefija desde el quinto pino. Astiberri.
- 2009 Tyrex, Diábolo ediciones.
- 2009 Ángel Sefija con el sexto sentido, Astiberri.
- 2009 El demonio rojo: Siga usted todo tieso, La Cúpula.
- 2010 Herminio Bolaextra: Medio a medias. Ezten Kultur Taldea.
- 2011 De postre, Fulgencio Pimentel.
- 2011 Plétora de piñatas 1. Astiberri.
- 2012 El conflicto del Sahara en menos de 3000 palabras. CMPA.
- 2012 Plétora de piñatas 2. Astiberri.
- 2013 Plétora de piñatas 3. Astiberri.
- 2014 Ángel Sefija por los siete mares. Astiberri.
- 2014 Atentos a sus pantallas. Diábolo ediciones.
- 2015 La historia de perfumería Ibarrondo. Perfumería Ibarrondo.
- 2015 Ángel Sefija más chulo que un ocho. Astiberri.
- 2015 Cómo caer mal a un artesano. Diábolo ediciones.
- 2015 Ángel Sefija tras el noveno arte. Astiberri.
- 2016 Lo Contrario. Diábolo ediciones.
- 2016 Teresa Perales cómics(solo guion, con dibujos de numerosos autores). Fundación Telefónica.
- 2016 Ángel Sefija sin cagarse en diez. Astiberri.
- 2017 Ángel Sefija en camisa de once varas. Astiberri.
- 2017 Todos los piscolabis. Diábolo ediciones.
- 2017 Comprobando la realidad (solo guion, con dibujos de  Javier Rodríguez). Diábolo ediciones.
- 2018 Ángel Sefija los doce meses del año. Astiberri.
- 2018 Expertos en jetón. Diábolo ediciones.
- 2019 50 años de la mano de la industria alavesa. Fundación laboral San Prudencio.
- 2019 Cervezas. Bar & Beer y Astiberri.
- 2020 Ángel Sefija y sigue en sus trece. Astiberri.
- 2020 Historietas apropiadas. Autoedición.
- 2020 Solo son déjà vus a la carta. Diábolo.
- 2021 Diccionario ilustrado BOE – Español (textos de Eva Belmonte). Editorial Ariel.
- 2022 Ángel Sefija para acertar los catorce. Astiberri.
- 2023 Cuqui siempre sale. Diábolo.
- 2023 Los monstruos también tienen miedo. Cuento infantil. Diábolo.
- 2024 Ángel Sefija en un cómic del quince. Astiberri.
- 2025 Ángel Sefija en todoterreno. Astiberri.

Álbumes colectivos
- 1985 Los felices 85.
- 1987 Quince a la vez.
- 1994 Insumisión. MOC y Resiste.
- 1994 Cancionero protestón. Editorial Virus.
- 2000 Almanaque extraordinario Bardín baila con la más fea. Mediomuerto.[3]
- 2004 Los hijos de Pulgarcito. Atiza.
- 2008 Casi sin palabras. "Dos veces breve" #17, colectiva.

### Musical
Con Fat Esteban
- 1992 Desde el seminario EP. Puferel recols.
- 1993 Galaxian EP. Puferel recols.

Con Esteban Light
- 1998 Carmen y Carlos EP. Belmondo.
- 1999 Estamos pez CD. Toxic records.
- 2008 Evita, las drogas EP. Puferel recols.
- 2011 Un acuerdo para follar EP. Puferel recols.

Con Tyrexitone
- 2014 Lluvia sobre la piscina del hotel EP digital.
- 2014 Qué penica Single digital.

### Teatral
Obras
- 1994 Herminio y Miguelito, estrenada por la compañía Sobradún.
- 1996 30 millones de gilipollas con Eloi Beato, estrenada por la compañía Sobradún.
- 1998 No hay huevos con Eloi Beato, estrenada por la compañía Sobradún.
- 2001 Se empieza por los porros… con Santi Orúe, estrenada por la compañía Tres tristes tigres.

Libros
- 1999 Herminio y Miguelito, La Factoría de ideas
- 2001 30 millones de gilipollas, La Factoría de ideas.
- 2013 Mucho teatro, Diábolo ediciones. Incluye las obras "Herminio y Miguelito", "30 millones de gilipollas", "No hay huevos" y "Se empieza por los porros…".

### Televisión
- Nada que perder de Paramount Comedy.
- T-blog de Localia.
- Noche sin tregua, de Paramount Comedy.
- Solo ante el peligro de Paramount Comedy.

### Radio
- Tertulia de humoristas gráficos (junto a Peridis, Aleix Saló y Julio Rey) del programa A vivir que son dos días de la SER. Desde 2012.

### Ensayo
- 2024 Malismo, Ed. Capitán Swing ISBN 978-84-128787-8-3